# Tulipa sinkiangensis
Tulipa sinkiangensis är en liljeväxtart som beskrevs av Z.M.Mao. Tulipa sinkiangensis ingår i släktet tulpaner, och familjen liljeväxter. Inga underarter finns listade.